# Antonio Valero Vicente
Antonio Ángel Valero Vicente (Zaragoza, 1 de marzo de 1925 - Ibidem., 8 de agosto de 2001) fue ingeniero industrial, catedrático y primer director general del IESE, Universidad de Navarra. Pionero en la introducción, en las escuelas de dirección en España, de la didáctica basada en el método del caso y en la formación de altos directivos, estuvo comprometido con el mundo empresarial. Antonio Valero ocupó el cargo de consejero y asesor en los sectores público y privado; además, asumió distintas responsabilidades en organismos públicos como asesor de diversos ministerios y participó en la fundación de los primeros partidos políticos centristas de Cataluña. En 1968, le fue concedida la Gran Cruz de la Orden Civil de Alfonso X el Sabio.

## Estudios
Hijo de Gabriel Valero y Dolores Vicente, pasó su infancia y su juventud en Zaragoza, donde comenzó sus estudios superiores en la Escuela Profesional de Comercio (1943), para matricularse posteriormente en Ingeniería Industrial, en Tarrasa, donde fue el número uno de su promoción (1949) y Premio Extraordinario de Fin de Carrera. En 1960, se doctoró en Ingeniería Textil en la Escuela Especial de Ingenieros de Industrias Textiles de Tarrasa, donde también obtendría el título de doctor ingeniero en Industrias Textiles.

## Actividad Académica
Catedrático de Química de Colorantes y Fibras Artificiales, y de Estampados y Aprestos de la Escuela Técnica Superior de Tarrassa (1954-1960), fue también catedrático de Organización Industrial y Administración de Empresas (1962-1963) y de Teoría, Estructura e Instituciones Económicas, y Administración de Empresas y Dirección de Producción (1963-1972) en la misma localidad. Además, fue catedrático de Economía de la Escuela Técnica Superior de Ingenieros Industriales de Bilbao (1977-1990).

El mismo año de la fundación del IESE Business School, de la Universidad de Navarra, por entonces denominado Instituto de Estudios Superiores de la Empresa (IESE), se incorporó como director y profesor (1958- 1994). Impartía Política de Empresa, que más tarde se llamó Dirección General, en los distintos programas de formación de directivos, dejando en todos ellos su impronta sobre lo que debía ser una compañía comprometida con la sociedad y basada en los principios éticos del cristianismo. 

Antonio Valero fue también profesor visitante en las siguientes instituciones académicas: Institut Européen d'Administration des Affaires (INSEAD) de Fontainebleau, Francia (1963); Instituto Panamericano de Alta Dirección de Empresa (IPADE) de México (1967-1968); Istituto Superiore per Imprenditori e Dirigenti di Azienda (ISIDA) de Palermo, Italia (1970); Tel Aviv University, Israel (1971-1972); Escuela de negocios de la Universidad Austral (IAE), Argentina (1978); Universidad Simón Bolívar de Caracas (1979), Venezuela; Associaçao de Estudos Superiores de Empresa (AESE) de Lisboa, Portugal (1980); Escuela de dirección y negocios de la Universidad de La Sabana (INALDE), Colombia (1986 1987); Escuela de dirección de la Universidad de Piura (PAD), Perú; e Instituto de Desarrollo Empresarial (IDE) de Guayaquil, Ecuador (1998). 

Su tarea como docente se vio ampliada por sus responsabilidades en la gestión y el asesoramiento de organismos educativos: fue miembro de la Junta de Gobierno (1958-1967) y del Consejo de Patronos (1967-1974) de la Universidad de Navarra y vicepresidente (1964-1966) y, posteriormente, presidente (1966-1968) de la European Association of Management Training Centers (EAMTC), con sede en Bruselas. 

## Fundación del IESE

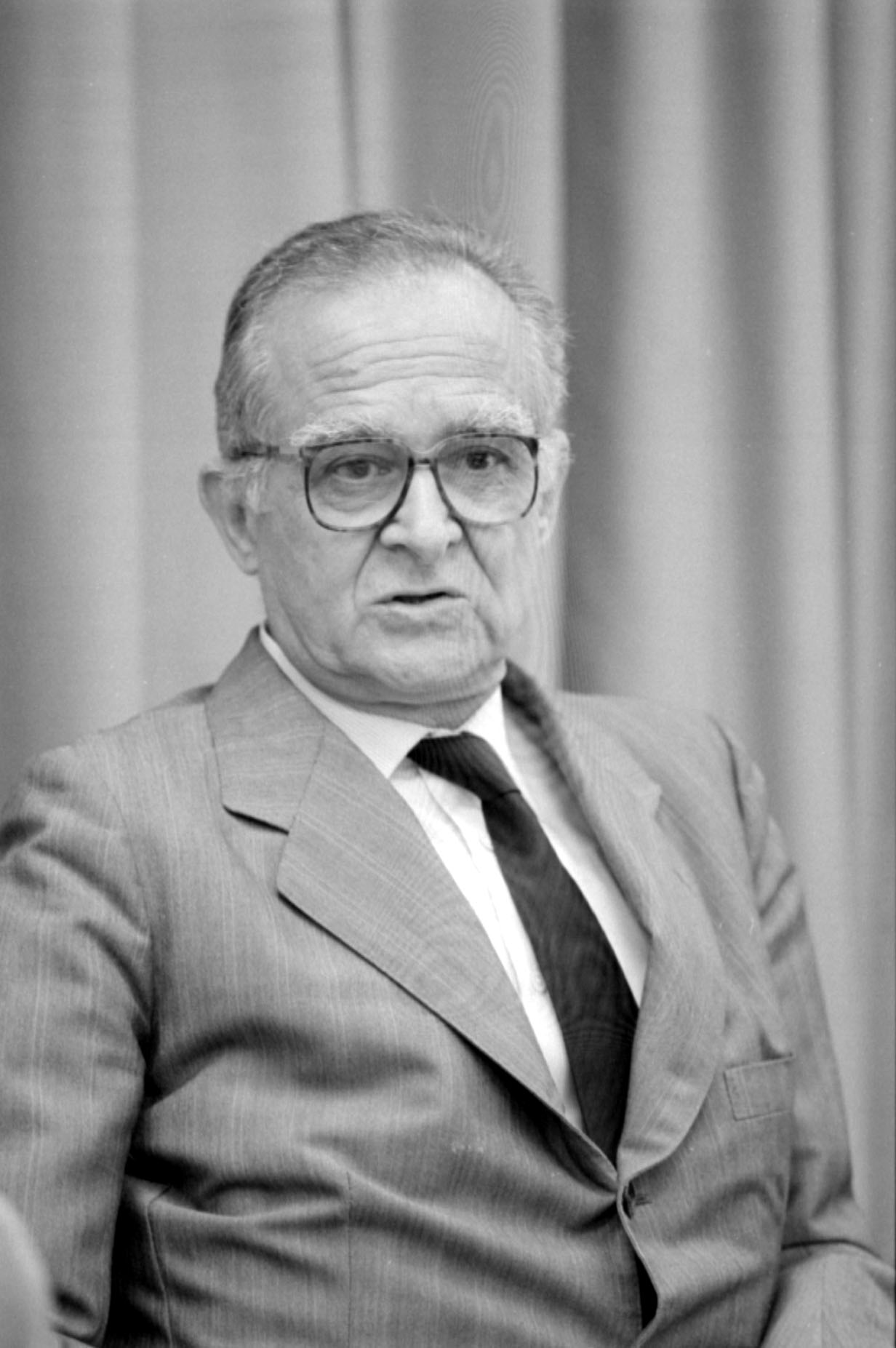
Antonio Valero en 1988

San Josemaría Escrivá, fundador del Opus Dei y de la Universidad de Navarra, envió al profesor José Javier López Jacoiste para que planteara a Antonio Valero si quería aceptar el encargo de pensar en alguna iniciativa para ayudar a los empresarios a dirigir sus empresas desde un planteamiento cristiano. En el verano de 1957 López Jacoiste se reunió con Valero y éste aceptó enseguida el encargo de San Josemaría; desde entonces Antonio Valero comenzó a promover la creación de una escuela de formación de empresarios y altos directivos.

Valero recabó información de varios colegas y amigos sobre lo que se estaba haciendo fuera de España en materia de formación empresarial. En la primavera de 1958, viajó a Lille (Francia), cuya École des Administrations des Affaires, dirigida por un MBA de la Harvard Business School (HBS), había introducido la pedagogía del método del caso procedente de la universidad norteamericana, algo novedoso en Europa. Después del viaje, y tras haber estudiado toda la información recabada, preparó un proyecto que presentó a Escrivá en mayo, quien lo aprobó y dispuso que se pusiera en marcha para el curso académico 1958-1959.

En el primer plan de acción del IESE, Valero trazó los comienzos del proyecto, los profesores que podrían participar en él y el nombre del futuro centro educativo, que, en un primer momento, fue Centro de Estudios de la Empresa, hasta que, poco después, adquirió su denominación como Escuela de Directores del Instituto de Estudios Superiores de la Empresa (IESE).

En junio de 1958 Josemaría Escrivá, Gran Canciller de la Universidad de Navarra, erigió el IESE como facultad de esta universidad. Valero ya ejercía como director general, y los siguientes pasos fueron conformar el claustro y el programa curricular del primer curso, denominado Programa de Alta Dirección de Empresas (PADE), dirigido a empresarios con, al menos, una década de experiencia en alta dirección. El 25 y el 26 de noviembre de 1958, se celebraron las sesiones inaugurales en el Hotel del Parque de San Andrés de Llavaneras. A este, le siguieron el Programa de Dirección de Empresas (PDE) en el curso 1959-1960, y el Programa de Desarrollo para Alta Dirección de Empresas (PDADE, actual PDG) en 1961. En 1964, y con ayuda de la Harvard Business School (HBS), el IESE ponía en marcha el máster en Economía y Dirección de Empresas (MED) en 1964, siendo la primera vez que se utilizaba el término «máster» en Europa y que más tarde se llamó MBA, usando la terminología generalmente aceptada para estos estudios.

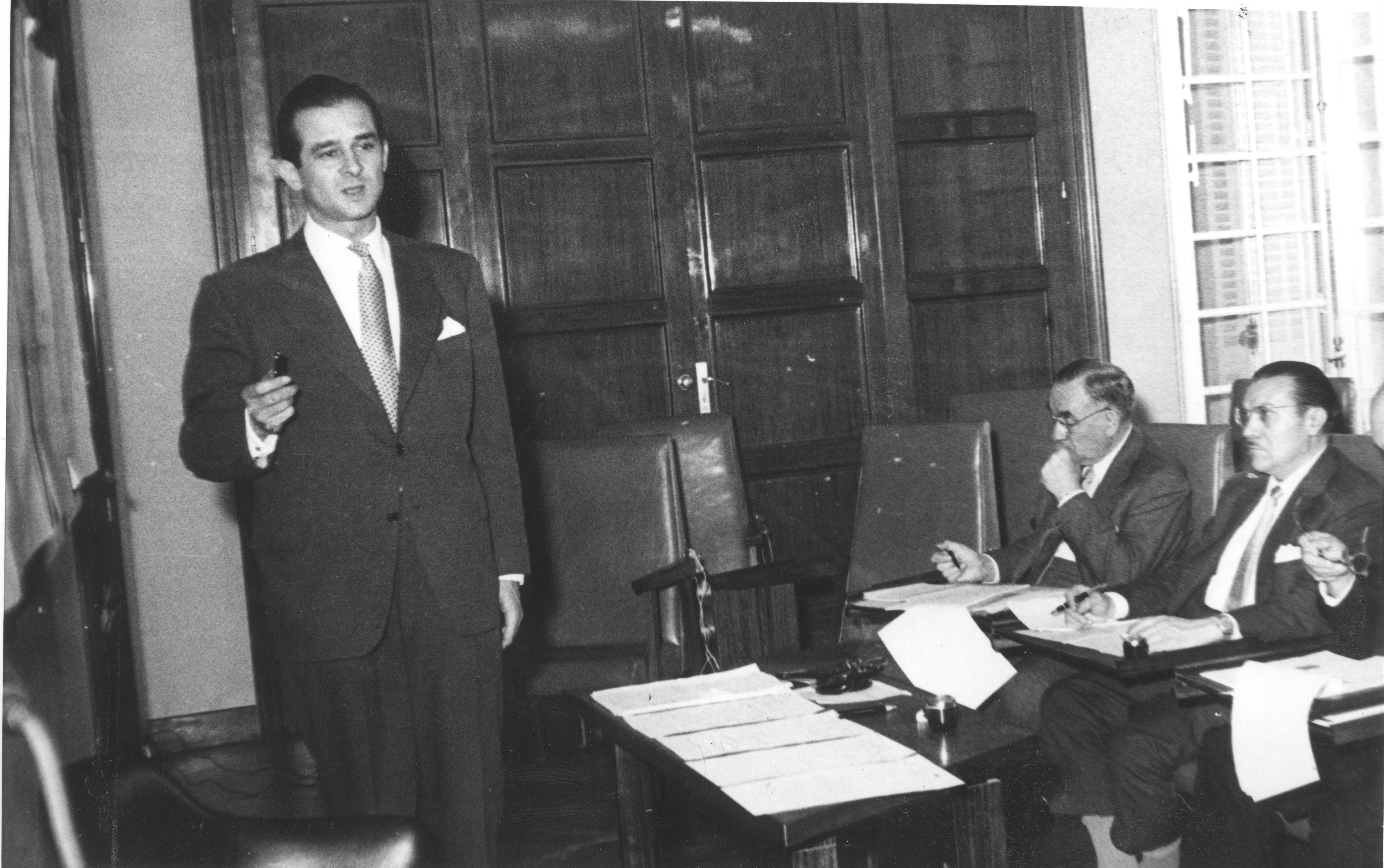
Antonio Valero durante el Programa de Alta Dirección de Empresas (1959)

El detonante de la iniciativa de lanzar el programa máster fue de San Josemaría, quien orientó al IESE para que no solo se centrara en formar a empresarios y directivos, sino también a la gente joven. En febrero de 1963, en un viaje a Roma de los profesores Carlos Cavallé, Félix Huerta y Antonio Valero, les confirmó la idea que se llevaba fraguando desde hacía meses. La participación de los profesores Cavallé, Huerta, Juan Farrán y Esteban Masifern en el International Teachers’ Program (ITP), un programa que la universidad estadounidense ofrecía a docentes de otras instituciones, supuso un importante hecho porque los profesores del IESE pudieron conocer tanto el programa máster que se impartía en la escuela como a algunos de los miembros del claustro. 

Así, en marzo de 1963, el profesor de Harvard Franklin E. Folts estuvo un mes en el IESE impartiendo algunas clases y ayudando a elaborar el plan de creación del máster, y en octubre de ese mismo año se reunía por primera vez el Comité Harvard-IESE en Boston, con el objetivo de que la escuela de dirección española recibiera asesoramiento de la americana en cuestiones tanto académicas como prácticas. 

El profesor Josep Faus distinguía las cinco decisiones de carácter estratégico de Valero que habían conformado la filosofía y la identidad del IESE: 

- Comienzo desde arriba. Los primeros cursos de formación se crearon para directivos que, al menos, llevaran diez años en la alta dirección.
- Formación de profesores. Se organizó y se financió la más alta especialización con doctorados en el extranjero para los profesores del IESE.
- Internacionalización. Se consiguió mediante la participación en organismos supranacionales y a través de los doctorados en dirección de empresas.
- Investigación más allá de la creación de los materiales pedagógicos y los «casos de discusión».
- Dedicación de profesor distribuida en estos porcentajes:
  - 25%: actividad académica.
  - 25%: investigación.
  - 25%: tareas internas del IESE.
  - 25%: consultoría externa.

Valero fue director general del IESE desde su fundación, en 1958, hasta 1967, cuando fue relevado por el profesor Juan Ginebra.

## Pensamiento: política de empresa
La Política de Empresa, materia sobre dirección general que él impartía, es un enfoque humanista original de la gestión y el gobierno corporativo, con implicaciones para la educación empresarial.
Así, Valero bosquejó los cuatro puntos fundamentales de la dirección general y de la empresa:

- Comunidad de personas.
- Institución social intermedia que sirve al bien común de la sociedad.
- Naturaleza diferente a la de la práctica política y técnica, que lleva a la alta dirección a ejercer la razón práctica y, al mismo tiempo, una especie de arte político o sabiduría.
- Papel y responsabilidad de los empresarios y de la alta dirección.

Consideraba que había que llegar hasta los grandes empresarios y los altos ejecutivos (lo que él llamaba «hombres de vértice») con un mensaje cristiano y humanista, distinguiendo entre el beneficio derivado de la creatividad innovadora y el trabajo, y el obtenido a partir de la especulación. Su expresión y sus objetivos eran claros: para dar limosna ya había otras personas; él estaba para ayudar a los empresarios y a los altos ejecutivos en una gestión ética y transparente. 

Una constante en su personalidad era la búsqueda de la perfección en el trabajo, fruto de su pertenencia al Opus Dei: según sus alumnos, amigos y compañeros era muy exigente consigo mismo y con los demás, y, al mismo tiempo, afectuoso y cercano. 

El pensador Salvador Pániker lo definía como «un hombre que quema un poco», por su pasión y su entusiasmo a la hora de infundir y provocar en los alumnos el reto esforzado por sacar lo mejor de sí mismos. En la entrevista que le hizo a principios de los años setenta, refleja a un hombre comprometido y activo que considera que «el empresario es un filósofo en acción» y un fiel defensor de la libertad económica y el papel de la iniciativa privada: «La formación intelectual universitaria no es garantía de pensamiento. Una estructura social de libre iniciativa fuerza más a pensar que una circunstancia planificada impositivamente».

Como docente y hombre de empresa, plasmó su pensamiento en varios libros y capítulos de obras mayores, así como en numerosos artículos académicos. 

## Presencia en el mundo empresarial
Gran conocedor del ecosistema de la empresa, Valero tuvo una presencia continua como promotor, consultor, consejero y directivo desde que, en 1950, participara como joven ingeniero en el diseño de una planta de fabricación con nuevas tecnologías. Entre los distintos cargos que ocupó, destacan:

- Asesor de Sobrinos de C. Valero, S. R. C. (1960-1964).
- Miembro del Consejo de Administración y de la comisión delegada, y presidente del Consejo de Dirección de la Editorial Salvat (1962-1988).
- Miembro del Consejo de Administración de Torras Herrería y Construcciones, S. A. (desde 1964).
- Miembro del Consejo de Administración y de la comisión delegada de S. A. Echevarría (1964-1975).
- Vicepresidente del Consejo de Administración de Montserrat Hermanos, S. A. (1964-1994).
- Asesor del presidente de Renfe (1971-1975).
- Miembro del Consejo de Administración de Lladró, S. A. (1973-1985).
- Miembro del Consejo de Administración de MAC, Inc., con sede en Estados Unidos, y presidente del Consejo de MAC Europe (1974-1985).
- Asesor del presidente de Petróleos de Venezuela (1978).
- Asesor del presidente de Coca-Cola Argentina (1979).
- Fundador y primer presidente de Merchbanc, S. A. (1981-1988).
- Asesor del presidente de la Compañía Telefónica Nacional de España, S. A. (1982).
- Vicepresidente de Nerva-Nerpel (1987-1989).
- Miembro del Consejo de Administración de Ediciones Internacionales Universitarias, S. A. (EIUN-SA) y de Ediciones Universidad de Navarra, S. A. (EUNSA) (desde 1988), las cuales presidió hasta 1995.
- Miembro del Consejo de Cementos Molins, S. A. (desde 1988).

## Responsabilidades públicas
Igualmente, su implicación y su profundo conocimiento del mundo empresarial y de la producción le llevaron a ejercer puestos de responsabilidad en la Administración Pública y en organismos nacionales y multilaterales. Fue consultor de la OCDE entre 1957 y 1962, asesor de los ministros de Trabajo, Justicia y Obras Públicas de España (1964-1965), consejero de Economía Nacional (1977-1980), asesor del ministro de Transportes y Comunicaciones de España (1978-1980) y del ministro de Hacienda de la República Argentina (1978-1981), y desde diciembre de 1975 hasta mayo de 1977, ocupó el cargo de secretario general técnico del Ministerio de la Vivienda, Arquitectura, Urbanismo y Ordenación del Territorio de España. 

## Distinciones y reconocimientos
- Gran Cruz al Mérito de Alfonso X el Sabio (1968).
- Profesor Empresarial del Año por Gabinete Anaya de Estudios Empresariales (1973).
- Doctor honoris causa por la Universidad Panamericana de México (1986).
- Miembro de honor de la Asociación de Amigos y Antiguos Alumnos de la Escuela Superior de Ingenieros de Tarrassa (1996).

## Publicaciones

### Libros
- Valero, A., y J. L. Lucas (1991), Política de Empresa. El gobierno de la empresa de negocios, EUNSA, Pamplona.
- Valero, A., y E. Taracena (2000), La empresa de negocios y la alta dirección. Procedimientos políticos de gobierno, EUNSA, Pamplona.
- Valero, A.; J. L. Lucas, y A. García de Castro (2000), Una escuela de pensamiento político para la alta dirección, EUNSA, Pamplona.